# Rekord Bielsko-Biała
Il Rekord Bielsko-Biała è una squadra polacca di calcio a 5, fondata nel 1994 con sede a Bielsko-Biała.

## Storia
La società nasce nel 1994 dal supporto di Janusz Szymura, presidente della casa discografica "Rekord", a un club amatoriale di calcio con sede nel quartiere di Lipnik. Pur mantenendo tuttora la sezione calcistica, la società si focalizza subito nel calcio a 5, risultando tra le fondatrici del campionato nazionale. Eccetto la stagione 1999-00 (in cui la sezione di calcio a 5 non partecipò a nessun campionato), la società slesiana ha militato in Ekstraklasa dal 1994 al 2006, anno in cui è retrocessa nella seconda divisione. Il ritorno nella massima serie nel 2009 coincide con l'inizio di un ciclo vincente che proietta il Rekord ai vertici del pentacalcio polacco. Nella stagione 2012-13 la squadra guidata da Andrea Bucciol vince la Coppa di Polonia che rappresenta il primo trofeo nazionale della società; nella stagione successiva la conduzione tecnica passa a Adam Kryger che vince campionato e Supercoppa. Al debutto in UEFA Futsal Cup, il Rekord raggiunge il turno principale dove ottiene tuttavia una vittoria (contro la blasonata Iberia Star Tbilisi e due sconfitte che ne decretano l'eliminazione.

## Palmarès
- Campionato polacco: 6

2013-14, 2016-17, 2017-18, 2018-19, 2019-20, 2020-21
- Coppa di Polonia: 3

2012-13, 2017-18, 2018-19
- Supercoppa di Polonia: 4

2013, 2017, 2018, 2019